# Ваджда

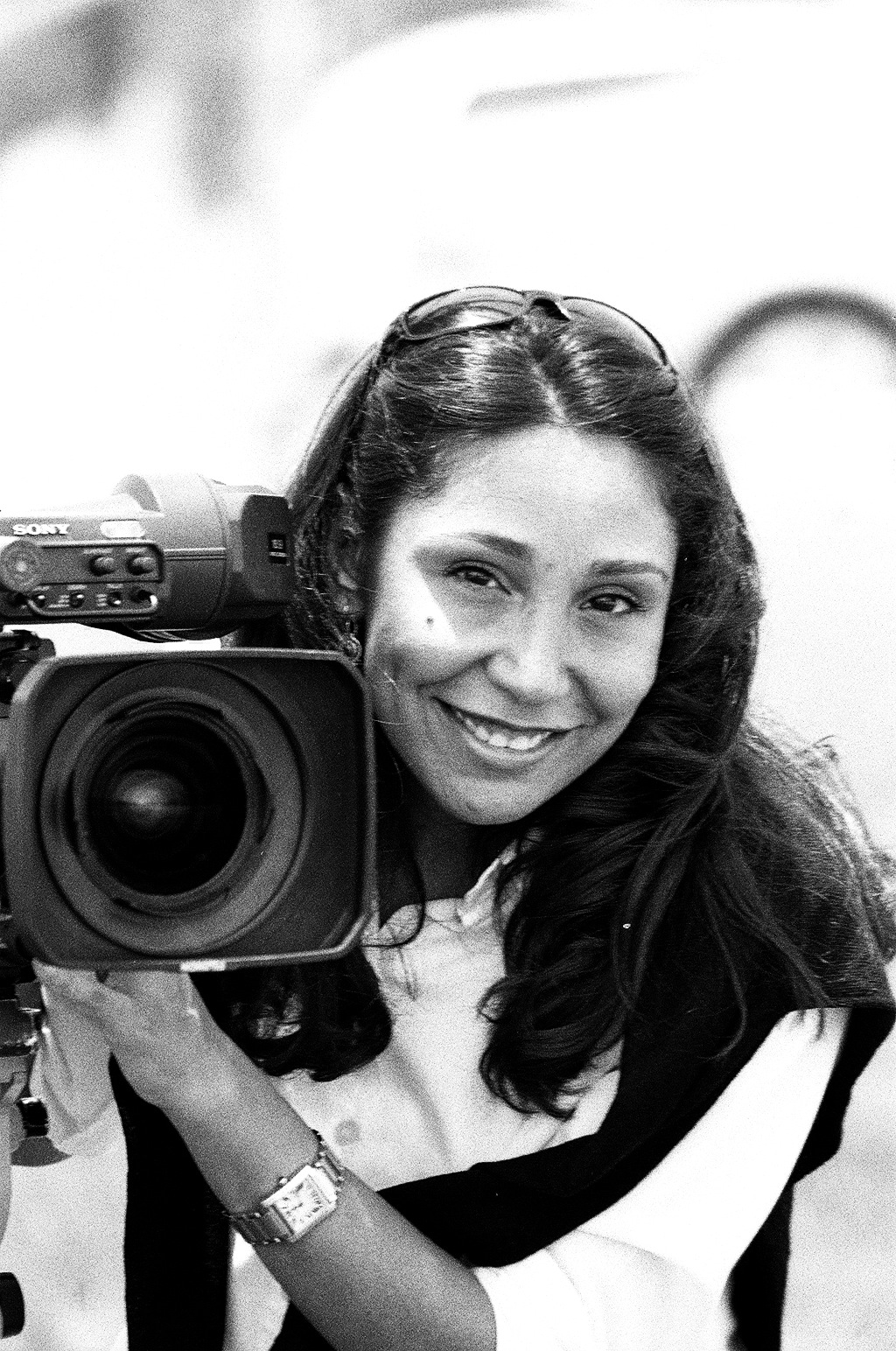
Хайфа аль-Мансур

«Ваджда» (араб. وجدة) — фільм Хайфа аль-Мансур, який вийшов на екрани у 2012 році. Це — перший повнометражний фільм, який зняла жінка-режисер із Саудівської Аравії. Картина отримала низку нагород на міжнародних кінофестивалях і стала першою стрічкою, що була номінована на кінопремію «Оскар» від Саудівської Аравії.

## Сюжет
11-річна Ваджда живе з мамою у Ер-Ріяді й мріє про зелений велосипед, який вона бачить кожного дня у магазині, йдучи до школи. Вона хоче ганяти зі своїм другом Абдуллою. Велосипед дорогий, тож Ваджда просить маму купити його, але та відмовляється, адже це не прийнято, щоб дівчата каталися на велосипедах. Ваджда вирішує збирати на велосипед, попередньо попросивши власника магазину нікому його не продавати. І дочекатися її. Абдулла дає їй свій велосипед, щоб Ваджда могла повчитися на ньому їздити. Тато Ваджди збирається взяти другу дружину, й матір намагається цьому завадити.
У школі оголошують конкурс на знання Корану, призовий фонд — одна тисяча саудівських ріалів. Цієї суми вистачить на велосипед, тож Ваджда вирішує за це взятися. Її наполегливість вражає вчителів, які до цього сприймали її не дуже серйозно. Дівчина перемагає на конкурсі. Але коли її запитують про те, що вона планує зробити із грошима, вона чесно каже, що хоче купити велосипед. Директор школи каже, що вона не може такого дозволити і ці гроші від імені Ваджди будуть пожертвувані на Палестину.
Тато Ваджди одружується вдруге, а мама вирішує купити своїй дочці омріяний зелений велосипед. І Ваджда має тепер можливість обігнати свого друга.

## У ролях
- Рім Абдулла — мама
- Вад Мохаммед — Ваджда
- Абдулрахман аль-Гохані — Абдулла
- Ахд — пані Хусса
- Султан аль-Ассаф — батько
- Нуф Сад — вчителька Корану
- Ібрагим Альмозаель — власник магазину
- Мохаммед Захір — Ікбал

## Нагороди і номінації
| Awards                                    | Awards            | Awards                                    | Awards                                                                                                 | Awards          |
| Приз / Номінація                          | Дата церемонії    | Категорія                                 | Лауреати та номінанти                                                                                  | Результат       |
| ----------------------------------------- | ----------------- | ----------------------------------------- | --- | --------------- |
| «Asia Pacific Screen Awards» (APSA)       | 12 грудня 2013    | «Найкращий фільм для дітей»               | | Номінація       |
| Альянс жінок-кіножурналістів              | 19 грудня 2013    | Найкращий фільм іноземною мовою           | | Номінація       |
| Альянс жінок-кіножурналістів              | 19 грудня 2013    | Визначне досягнення жінки в кіноіндустрії | Хаіфаа Аль-Мансур за виклик обмеженням, які накладає на жінок її культура                              | Перемога        |
| Британський інститут кінематографії       | 20 жовтня 2012    | «Sutherland Trophy»                       | Хаіфаа Аль-Мансур                                                                                      | Номінація       |
| Міжнародний кінофестиваль у Дубаї         | 18 грудня 2012    | «Muhr Arab Award»                         | Вад Мохаммед («Найкраща акторка») Роман Пауль («Найкращий фільм») Герхард Майкснер («Найкращий фільм») | Перемога        |
| Міжнародний кінофестиваль у Фрібурзі      | 23 березня 2013   | Гран-прі                                  | Хаіфаа Аль-Мансур                                                                                      | Номінація       |
| Motion Picture Sound Editors (MPSE)       | 16 лютого 2014    | Найкращий звук                            | Себастьян Шмідт                                                                                        | Номінація       |
| Роттердамський міжнародний кінофестиваль  | 2 лютого 2013     | «Dioraphte»                               | Хаіфаа Аль-Мансур                                                                                      | Перемога        |
| San Francisco Film Critics Circle (SFFCC) | 15 грудня 2013    | Найкращий фільм іноземною мовою           | | Номінація       |
| Таллінський кінофестиваль «Темні ночі»    | 27 листопада 2012 | «Don Quixote»                             | Хаіфаа Аль-Мансур                                                                                      | Особлива згадка |
| Таллінський кінофестиваль «Темні ночі»    | 27 листопада 2012 | «Netpac»                                  | Хаіфаа Аль-Мансур                                                                                      | Особлива згадка |
| Таллінський кінофестиваль «Темні ночі»    | 27 листопада 2012 | Гран-прі                                  | Хаіфаа Аль-Мансур                                                                                      | Номінація       |
| Міжнародний кінофестиваль у Ванкувері     | 12 жовтня 2013    | Найбільш популярний дебют                 | Хаіфаа Аль-Мансур                                                                                      | Перемога        |
| Венеційський кінофестиваль                | 8 вересня 2012    | «CinemAvvenire»                           | Хаіфаа Аль-Мансур                                                                                      | Перемога        |
| Венеційський кінофестиваль                | 8 вересня 2012    | «C.I.C.A.E.»                              | Хаіфаа Аль-Мансур                                                                                      | Перемога        |
| Венеційський кінофестиваль                | 8 вересня 2012    | «Interfilm»                               | Хаіфаа Аль-Мансур                                                                                      | Перемога        |
| Премія БАФТА за найкращий фільм           | 16 лютого 2014    | Найкращий іноземний фільм                 | Хаіфаа Аль-Мансур, Герхард Майкснер, Роман Пауль                                                       | Номінація       |